# Menhir von Westerhausen

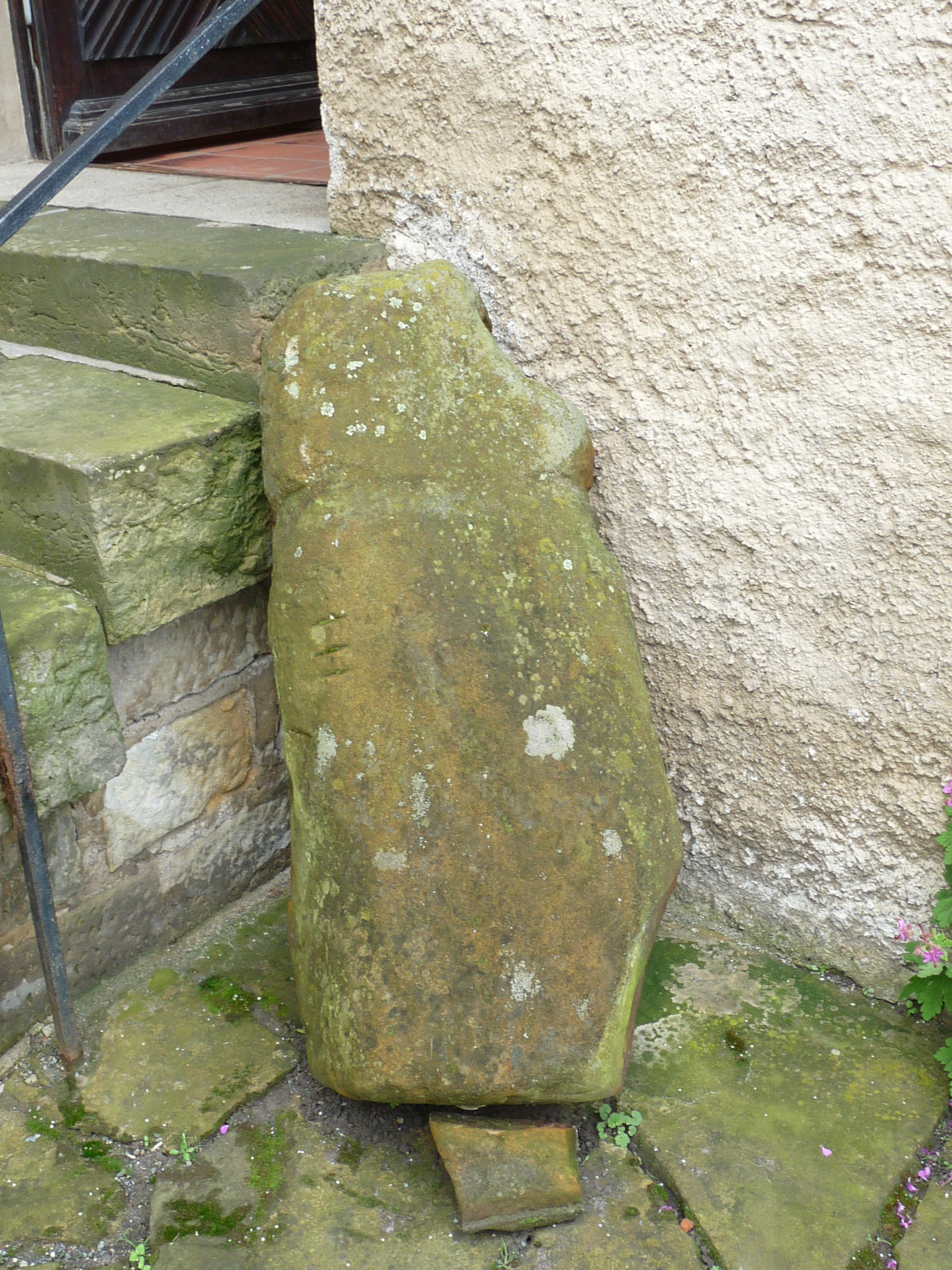
Der Menhir von Westerhausen

Der Menhir von Westerhausen ist ein Menhir aus Westerhausen, einem Ortsteil von Thale im Landkreis Harz in Sachsen-Anhalt. Er befindet sich heute vor dem Schlossmuseum in Quedlinburg.

## Lage und Beschreibung
Der Stein wurde zu Beginn des 20. Jahrhunderts entdeckt, als auf dem Honigkopf bei Westerhausen ein Grabhügel untersucht wurde. 6 m neben dem Fuß des Hügels lag eine Gruppe durcheinander geworfener Steine. Sie dienten wohl als Opferstelle während der ursprünglichen Nutzungsphase des Hügels für ein Begräbnis der endneolithischen Schnurkeramikkultur. Noch während des Neolithikums erfolgten ein Umbau und eine Nachnutzung des Hügels, wobei die Opferstelle zerstört wurde. Einer der hierzu gehörenden Steine war ein verzierter Menhir, der nach der Grabung nach Quedlinburg verbracht wurde. An seinem Fuß wurden Asche, Holzkohle und Knochenreste gefunden, was auf Opferungen hinweist.
Der Menhir besteht aus Sandstein. Seine Höhe beträgt 111 cm, die Breite 50 cm und die Tiefe 45 cm. Der Stein ist unregelmäßig plattenförmig und weist einige Verzierungen auf. Die auffälligsten Verzierungen sind zwei Rillen mit 3–4 cm Breite und 2 cm Tiefe. Sie verlaufen leicht versetzt zueinander am oberen Ende quer über jeweils eine Hälfte des Steins. Weiterhin weist der Menhir drei parallele Rillen, Winkel- und Zickzack-Ritzungen sowie mehrere offensichtlich moderne Buchstabenritzungen auf.
In der Forschung wurde der Stein unterschiedlich bewertet. Alexander Häusler interpretierte ihn als begonnenen, aber letztlich nicht voll ausgeführten Statuenmenhir. Allerdings ist auch die Deutung dieses und ähnlicher Rillensteine als Phallussymbol möglich.